# Mario Zapata Vinces
Mario Zapata Vinces (29 d'abril de 1920 - data desconeguda) va ser un jugador d'escacs peruà.

## Resultats destacats en competició
Fins als anys 50 Mario Zapata Vinces va ser un dels principals jugadors d'escacs peruans. Va ser participant i medallista del Campionat Peruà d'Escacs. El 1959, va compartir el 12è-14è lloc al Torneig Internacional d'Escacs a Lima (el torneig el van guanyar Borislav Ivkov i Luděk Pachman).
Mario Zapata Vinces va jugar representant el Perú en una edició de l'Olimpíada d'escacs:
- El 1950, al tercer tauler a la 9a Olimpíada d'escacs a Dubrovnik (+4, =7, -4).